# Ovoproduit

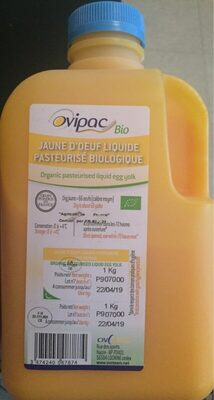
Bouteille de jaune d’œuf liquide.

Un ovoproduit est un produit élaboré par l'industrie agroalimentaire issu d'une transformation de l'œuf, le plus souvent de poule. Dans des usines appelées casseries, l'œuf est séparé de sa coquille et subit plusieurs transformations. Conditionné de manière pratique, l'ovoproduit est ensuite utilisé par la restauration et l'industrie agroalimentaire.

## Définition
Le néologisme ovoproduit est utilisé dès la fin des années 1950 pour désigner les aliments dérivés de l'œuf, par analogie avec les produits laitiers. Selon la définition adoptée en 1989 (dans une directive abrogée depuis) par la Communauté européenne, les ovoproduits sont : 

« les produits qui ont été obtenus à partir de l'oeuf, de ses différents composants ou de leurs mélanges, après élimination de la coquille et des membranes, et qui sont destinés à la consommation humaine ; ils peuvent être partiellement complétés par d'autres denrées alimentaires ou additifs ; ils peuvent être soit liquides soit concentrés, séchés, cristallisés, congelés, surgelés ou coagulés. »

En France, cette définition est reprise, mot pour mot, par l'arrêté du 15 avril 1992, de même en Belgique par l'arrêté royal du 31 décembre 1992. Les ovoproduits se distinguent donc des œufs employés tels quels, appelés « œufs coquilles ». Selon le Larousse agricole, le mot ovoproduit désigne « toute forme de présentation ou d'utilisation de l'œuf frais, autre qu'en coquille ».
Les additifs autorisés sont des colorants, des acidifiants, des émulsifiants, du sel quand le produit sera utilisé pour fabriquer des charcuteries ou du sucre quand il est destiné à la pâtisserie.

## Fabrication

### Processus
Selon le critique gastronomique Jean-Pierre Coffe :  

« Ces ovoproduits sont obtenus principalement à partir d'œufs issus de pondeuses en cage et d'œufs déclassés faisant partie de la catégorie B […]. Dans les usines de transformation, les œufs sont entraînés sur un tapis roulant vers la casseuse. Une machine qui sépare à la fois les œufs de leur coquille et le blanc des jaunes. Ces deux composants sont ensuite filtrés, refroidis et stockés dans des cuves afin d'y être standardisés. Ils sont alors pasteurisés […], refroidis à nouveau et puis conditionnés. »

|                                                                   |  |  |
| Blanc d'œufs liquide pasteurisé dans différents conditionnements. |  |  |

Les ovoproduits permettent de valoriser des oeufs qui seraient destinés à être jetés, parce qu'ils sont trop gros ou trop petits, sales, fêlés ou avec des défauts d'aspect. Ils sont produits dans des casseries, soumises à une réglementation très stricte. En cassant l'œuf, on détruit son système naturel de défense contre les bactéries, constitué de la cuticule, de la coquille et de la membrane coquillère située juste en dessous. Les ovoproduits sont très périssables, parce que le cassage des œufs a pour conséquence la contamination du blanc ou du jaune, par le contact avec des coquilles souillées. Ils peuvent donc être contaminés par de nombreux micro-organismes, ce qui impose le respect d'une hygiène stricte aux différentes étapes de leur fabrication,. Après la séparation des blancs et des jaunes, on procède rapidement à une filtration afin de réduire les risques, puis le produit est pasteurisé, à une température relativement basse, juste en-dessous des températures de cuisson. Le blanc est pasteurisé à 55 à 57 °C, et le jaune, à 65 à 68 °C.
Les ovoproduits sont conditionnés dans des récipients aseptiques et hermétiques. Conservés entre 0 et 4 °C, leur durée limite de consommation est au maximum d'un mois. C'est pour cette raison qu'on ajoute parfois des conservateurs, comme l'acide ascorbique, ce qui permet de repousser la date limite de consommation de 30 jours supplémentaires.

### Première et seconde transformations
Les ovoproduits sont obtenus soit à partir de l’œuf entier, soit de ses différents composants ou du mélange de ceux-ci. Ils sont classés en deux catégories. La première catégorie est constituée des ovoproduits de première transformation : l'œuf entier, le jaune ou le blanc, à l’état liquide, congelé ou poudre. Pour fabriquer de l'œuf en poudre, ce qui est plus fréquent pour le blanc que pour le jaune, on procède à un séchage par atomisation du produit.

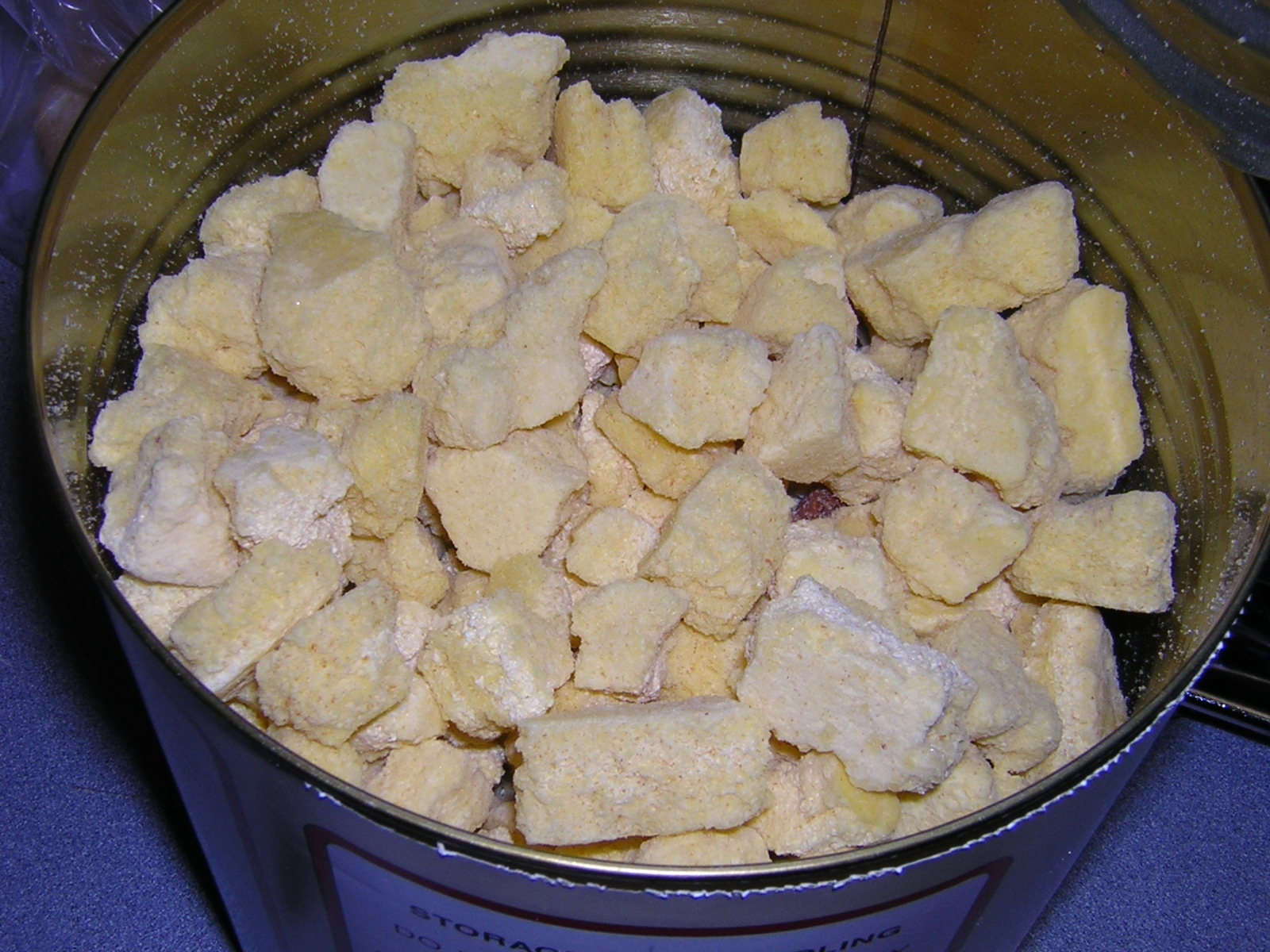
Boîte d'oeufs lyophilisés.

Dans les ovoproduits de deuxième transformation, ces mêmes ingrédients sont cuits ou cuisinés pour reproduire des recettes de cuisine. Parmi ces ovoproduits prêts à l'emploi, on peut citer les œufs durs écalés ou reconstitués en rouleaux, les œufs pochés ou brouillés, les omelettes précuites, etc. En France, l'œuf écalé représente 80% des produits de seconde transformation. L'œuf en barre ou en rouleau, autre ovoproduit de seconde transformation, est fabriqué afin de pouvoir ensuite, notamment dans la restauration collective, découper des tranches d'œuf qui contiennent toutes du jaune et du blanc, en quantités égales. Dans un moule annulaire, on coule d'abord du blanc d'œuf, précuit, avec des additifs, puis on retire l'anneau du milieu et on coule du jaune dans l'espace vide. Une fois l'ensemble cuit, on obtient des œufs en barre. L'œuf en barre est peu produit ailleurs qu'en France.
À ces deux catégories, s'ajoutent les produits obtenus par fractionnement du blanc ou du jaune, pour les industries cosmétiques, pharmaceutiques et biotechnologiques.
L'industrie française fabrique environ 300 000 tonnes d'ovoproduits par an, à 90 % des ovoproduits de première transformation. En 2020, dans l'Union européenne, la France est le premier pays producteur d'œufs, devant l’Allemagne et l’Espagne, mais en ce qui concerne les ovoproduits, l'Italie occupe le premier rang, suivie par la France.

## Utilisation
L'œuf de poule a de multiples propriétés : émulsifiantes, foisonnantes, gélifiantes, épaississantes, colorantes et aromatiques, ce qui en fait un ingrédient de base universel de la cuisine domestique et de l’industrie agroalimentaire. Le blanc d’œuf favorise le foisonnement. Le jaune d’œuf est un agent émulsifiant, indispensable à la fabrication d’émulsions froides (mayonnaises, sauces de salades) et chaudes (béarnaises, hollandaises). Il apporte aussi du goût et de la couleur.

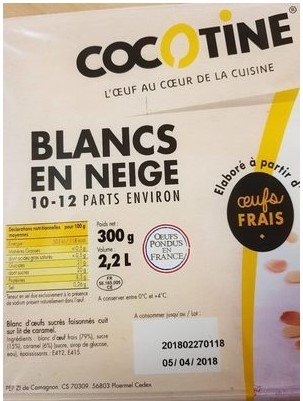
Sachet de blancs d'œufs en neige.

En France, les ovoproduits de première transformation sont vendus à l'industrie agro-alimentaire, à la restauration et aux métiers de bouche. Le consommateur est en effet plus attaché à l'œuf dans sa coquille que dans les pays anglo-saxons. Les ovoproduits sont utilisés par la restauration et par l’industrie sous différentes formes : liquide, concentrée, séchée, cristallisée, congelée, surgelée ou coagulée. Ils font partie des produits alimentaires intermédiaires, qui  sont des mélanges élaborés pour entrer dans la fabrication d’un produit alimentaire final plus complexe, souvent pour la restauration ou la pâtisserie.
Les produits de deuxième transformation sont destinés à être consommés plus directement, mais sont surtout utilisés dans la restauration, même s'ils commencent à être commercialisés dans les supermarchés. Faciles à utiliser, ils permettent des gains de temps et des économies de main-d'œuvre, offrent des garanties bactériologiques et une qualité constante et sont faciles à stocker, tout en ayant les propriétés physiques des œufs. Ils sont en particulier adaptés à la restauration collective, où l'usage de l'« œuf coquille » est devenu très rare, sans être interdit. Les ovoproduits y favorisent une cuisine d'assemblage.
En France, même si le consommateur a peu de contact direct avec les ovoproduits, 40 % de la consommation d'œufs se fait sous cette forme, dont la production augmente. L'augmentation rapide de la consommation d'ovoproduits est liée à la croissance de la part des aliments transformés dans notre régime alimentaire, puisque l'industrie agroalimentaire utilise presque uniquement des ovoproduits et très peu d'œufs à l'état naturel. Elle s'appuie sur le développement d'une aviculture industrielle dont les bâtiments abritent plus de 50 000 poules pondeuses. Les ovoproduits sont aussi autorisés pour l'alimentation des bovins.

## Critiques
L'évolution vers une cuisine d’assemblage favorisée par les ovoproduits est critiquée pour la perte de savoir-faire technique qu'elle entraîne, à cause de la nécessaire modification de recettes traditionnelles et parce qu'elle a pour conséquence la standardisation des produits fabriqués.
L'utilisation des ovoproduits par les métiers de bouche et l'équivalence de qualité entre les ovoproduits et les « œufs coquilles » sont contestées par le critique gastronomique Jean-Pierre Coffe.
Comme cela est mis en évidence en 2017 à l'occasion du scandale des œufs contaminés au fipronil, les ovoproduits ne sont pas toujours clairement indiqués sur les étiquettes des produits alimentaires achetés par le consommateur, où on mentionne parfois uniquement dans la liste des ingrédients « œuf », « blanc d'œuf » ou « jaune d'œuf », ce qui laisse accroire que le produit a été élaboré à partir d'œufs coquilles. Toutefois, le Comité national pour la promotion de l'œuf (CNPO) assure que la traçabilité du produit est assurée.